# 지방도 제933호선
지방도 제933호선은 경상북도 안동시 와룡면 와룡삼거리와 봉화군 소천면 공이재삼거리를 잇는 경상북도의 지방도이다.

## 연혁
- 2003년 2월 20일: 노선 폐지 및 재지정.[1]
- 2006년 9월 14일: 나소 도로(안동시 와룡면 나소리) 2.76km 구간 확장 개통, 기존 3.25km 구간 폐지[2]
- 2021년 12월 6일: 노선명을 '안동 ~ 소천선'에서 '와룡 ~ 소천선'으로 변경 및 총 연장을 44.71km에서 46.28km로 변경함.[3]

## 주요 경유지
- 안동시
  - 와룡면 와룡삼거리 - 가구리 - 지내리 - 주계리 - 라소리 - 주진교
  - 예안면 주진교 - 주진리 - 정산리 - 정산삼거리 - 태곡교 - 태곡리 - 안동중학교 인계분교 - 인계리 - 삼계리 - 월곡초등학교 삼계분교 - 삼계교 - 고감교 - 신남리 - 섬밭재

- 봉화군
  - 재산면 섬밭재 - 남면삼거리 - 남면리 - 현동리 - 재산초등학교 - 재산버스정류소 - 과인삼거리 - 갈산교 - 갈산리 - 공이재 - 큰공이재 - 갈산2교
  - 소천면 갈산2교 - 공이재삼거리

## 중복 구간
- 안동시 예안면 정산삼거리 ~ 태곡교 북단 : 지방도 제935호선과 중복
- 봉화군 재산면 남면삼거리 ~ 과인삼거리 : 지방도 제918호선과 중복

## 도로명
- 안동시 와룡면 와룡삼거리 ~ 봉화군 재산면 남면삼거리 : 농암로
- 봉화군 재산면 남면삼거리 ~ 소천면 공이재삼거리 : 재산로